# Różankowo
Różankowo – wieś w Polsce położona w województwie kujawsko-pomorskim, w powiecie toruńskim, w gminie Łysomice.
W latach 1975–1998 miejscowość administracyjnie należała do województwa toruńskiego. Według Narodowego Spisu Powszechnego (III 2011 r.) liczyła 333 mieszkańców. Jest dziesiątą co do wielkości miejscowością gminy Łysomice.
Na terenie wsi znajduje się dworek, który został wzniesiony na przełomie XIX i XX wieku, a ostatnim jego właścicielem był Gustaw Weinschek (według niektórych źródeł to on także wybudował dwór). Położony na skraju parku z 32 gatunkami drzew, zapomniał już dawno o czasach świetności – choć część pobliskich zabudowań (dawnego majątku) jest nadal wykorzystywana, sam dwór znajduje się w kiepskim stanie, stoi zaniedbany, opuszczony i niezabezpieczony.